# Tinker Bell and the Lost Treasure
Tinker Bell and the Lost Treasure is een Amerikaanse computer-geanimeerde film uit 2009 die is gebaseerd op de Disney Fairies franchise die geproduceerd is door DisneyToon Studios.
De film gaat over Tinkelbel, een fee gecreëerd door J. M. Barrie in zijn toneelstuk Peter Pan. Tinkelbel en Peter Pan speelden samen in de tekenfilm uit 1953 en in het vervolg uit 2002 gaan ze terug naar Nooitgedachtland. Anders dan bij de voorgaande Disney films, die gemaakt zijn met de traditionele animaties, is deze film gemaakt met 3D.

## Verhaal
Herfst is om de hoek en koningin Clarion, de minister van de Herfst en vrouwtje Knutsel geven Tinkelbel de taak om voor het Blauwe-maanfestival een scepter te ontwerpen met een maansteen van onschatbare waarde, die de elfenstofboom weer oplaadt. Timo, Tinkelbels elfenstofvriend, wil Tinkelbell graag helpen. Wanneer ze ruzie krijgen en Tinkelbel Timo wegstuurt, breekt Tinkelbel per ongeluk de maansteen. Als ze er tijdens een avondje theater achterkomt dat er een magische spiegel bestaat die nog 1 wens overheeft, gaat ze op zoek naar de spiegel om zo de maansteen te kunnen repareren. Deze tocht is natuurlijk niet zonder gevaar.

## Originele stemmen
- Mae Whiteman als Tinker Bell
- Kristen Chenoweth als Rosetta
- Raven-Symoné als Iridessa
- Lucy Liu als Zilverdauw/Silvermist
- Angela Bartys als Faun/Fawn
- Jane Horrocks als Vrouwtje Knutsel
- Jesse McCartney als Timo/Terence
- Jeff Bennett als Hamel/Clank
- Rob Paulsen als Bel/Bobble
- Anjelica Huston als Koningin Clarion

## Nederlandse/Vlaamse Stemmen
- Angela Schijf als Tinker Bell
- Anneke Beukman als Rosetta
- Nurlaila Karim als Iridessa
- Rilke Eyckermans als Zilverdauw/Silvermist
- Eline de Munck als Faun/Fawn
- Hetty Heijting als Vrouwtje Knutsel
- Jonas van Geel als Timo/Terence
- Peter Thyssen als Hamel/Clank
- Jop Joris als Bel/Bobble
- Anne Mie Gils als Koningin Clarion
- Jannemien Cnossen als Lyria
- Frans Limburg als de minister van Herfst